# Besenbuchbach
Besenbuchbach ist ein Gemeindeteil der Gemeinde Buchbach im oberbayerischen Landkreis Mühldorf am Inn.

## Lage
Die Weiler Besenbuchbach liegt 2,4 Kilometer südöstlich von Buchbach auf der Gemarkung Buchbach am Walkersaicher Mühlbach.

## Gemeindezugehörigkeit
Besenbuchbach gehörte zur Gemeinde Walkersaich und wurde am 1. Januar 1972 im Zuge der Gebietsreform in Bayern nach Buchbach umgegliedert.

## Grabhügel
Im nahegelegenen Wäldchen liegt 230 Meter nordöstlich von Besenbuchbach ein Grabhügel aus vorgeschichtlicher Zeit. Er ist in der Liste der Bodendenkmäler in Buchbach aufgeführt.

## Bevölkerungsentwicklung
Um 1871 gab es in Besenbuchbach 23 Einwohner. Im Mai 1987 lebten dort 17 Einwohner in vier Wohngebäuden.
| Jahr      | 1871 | 1925 | 1950 | 1970 | 1987 |
| Einwohner | 23   | 24   | 31   | 25   | 17   |